# 古铜色肉叶荠
古铜色肉叶荠（学名：Braya rosea var. aenea）为十字花科柏蕾荠属下的一个变种。